# Damernas tempolopp i landsvägscykling vid olympiska sommarspelen 2000
Damernas tempolopp i landsvägscykling vid olympiska sommarspelen 2000 ägde rum i den 30 september 2000 i Sydney.

## Medaljörer
| Event              | Guld                            | Silver          | Brons                            |
| Damernas tempolopp | Leontien Zijlaard Nederländerna | Mari Holden USA | Jeannie Longo-Ciprelli Frankrike |

## Resultat
| Placering | Cyklist                | Land           | Tid    |
| --------- | ---------------------- | -------------- | ------ |
| 1         | Leontien Zijlaard      | Nederländerna  | 42:00  |
| 2         | Mari Holden            | USA            | + 0.37 |
| 3         | Jeannie Longo-Ciprelli | Frankrike      | + 0.52 |
| 4         | Anna Wilson            | Australien     | + 0.58 |
| 5         | Joane Somarriba Arrola | Spanien        | + 1.06 |
| 6         | Clara Hughes           | Kanada         | + 1.12 |
| 7         | Judith Arndt           | Tyskland       | + 1.31 |
| 8         | Hanka Kupfernagel      | Tyskland       | + 1.37 |
| 9         | Diana Žiliūtė          | Litauen        | + 1.39 |
| 10        | Edita Pucinskaite      | Litauen        | + 1.48 |
| 11        | Mirjam Melchers        | Nederländerna  | + 2.12 |
| 12        | Zulfija Zabirova       | Ryssland       | + 2.22 |
| 13        | Catherine Marsal       | Frankrike      | + 2.27 |
| 14        | Ceris Gilfillan        | Storbritannien | + 2.29 |
| 15        | Genevieve Jeanson      | Kanada         | + 2.32 |
| 16        | Karen Kurreck          | USA            | + 2.33 |
| 17        | Yvonne McGregor        | Storbritannien | + 2.37 |
| 18        | Teodora Ruano          | Spanien        | + 2.37 |
| 19        | Tetyana Stiajkina      | Ukraina        | + 2.45 |
| 20        | Solrun Flataas         | Norge          | + 3.01 |
| 21        | Tracey Gaudry          | Australien     | + 3.11 |
| 22        | Nicole Braendli        | Schweiz        | + 3.16 |
| 23        | Olga Slioussareva      | Ryssland       | + 3.51 |
|           | Alessandra Cappellotto | Italien        | DNF    |